# Ойкас-Кібецьке сільське поселення
Ойка́с-Кібе́цьке сільське поселення (рос. Ойкас-Кибекское сельское поселение) — муніципальне утворення у складі Вурнарського району Чувашії, Росія. Адміністративний центр — присілок Ойкас-Кібеки.

## Населення
Населення — 870 осіб (2019, 1171 у 2010, 1510 у 2002).

## Склад
До складу поселення входять такі населені пункти:
| Населений пункт            | Населення, осіб (2002) | Населення, осіб (2010) |
| -------------------------- | ---------------------- | ---------------------- |
| Вурман-Кібеки, присілок    | 324                    | 250                    |
| Ківсерт-Янишево, присілок  | 170                    | 120                    |
| Ойкас-Кібеки, присілок     | 485                    | 380                    |
| Сінь-Сур'ял, присілок      | 137                    | 113                    |
| Усландир-Янишево, присілок | 135                    | 104                    |
| Янишево, село              | 259                    | 204                    |